# Konan Ahuie
Konan Ahuie (sinh 12 tháng 6 năm 1994 ở Adzopé, Bờ Biển Ngà) là một cầu thủ bóng đá Bờ Biển Ngà thi đấu cho Slutsk.